# Katherine Anne Porter
Katherine Anne Porter (Indian Creek (Texas), 15 mei 1890 – Silver Spring, 18 september 1980), geboren als Callie Russell Porter, was een Amerikaans schrijfster en journaliste. In 1966 won ze de Pulitzerprijs voor de bloemlezing The Collected Stories of Katherine Anne Porter.

## Biografie
Porter was de vierde van vijf kinderen van Harrison Boone Porter en Alice (Jones) Porter. Haar stamboom kan worden getraceerd tot de Amerikaanse kolonist Daniel Boone, een erfgoed waar ze trots op was.

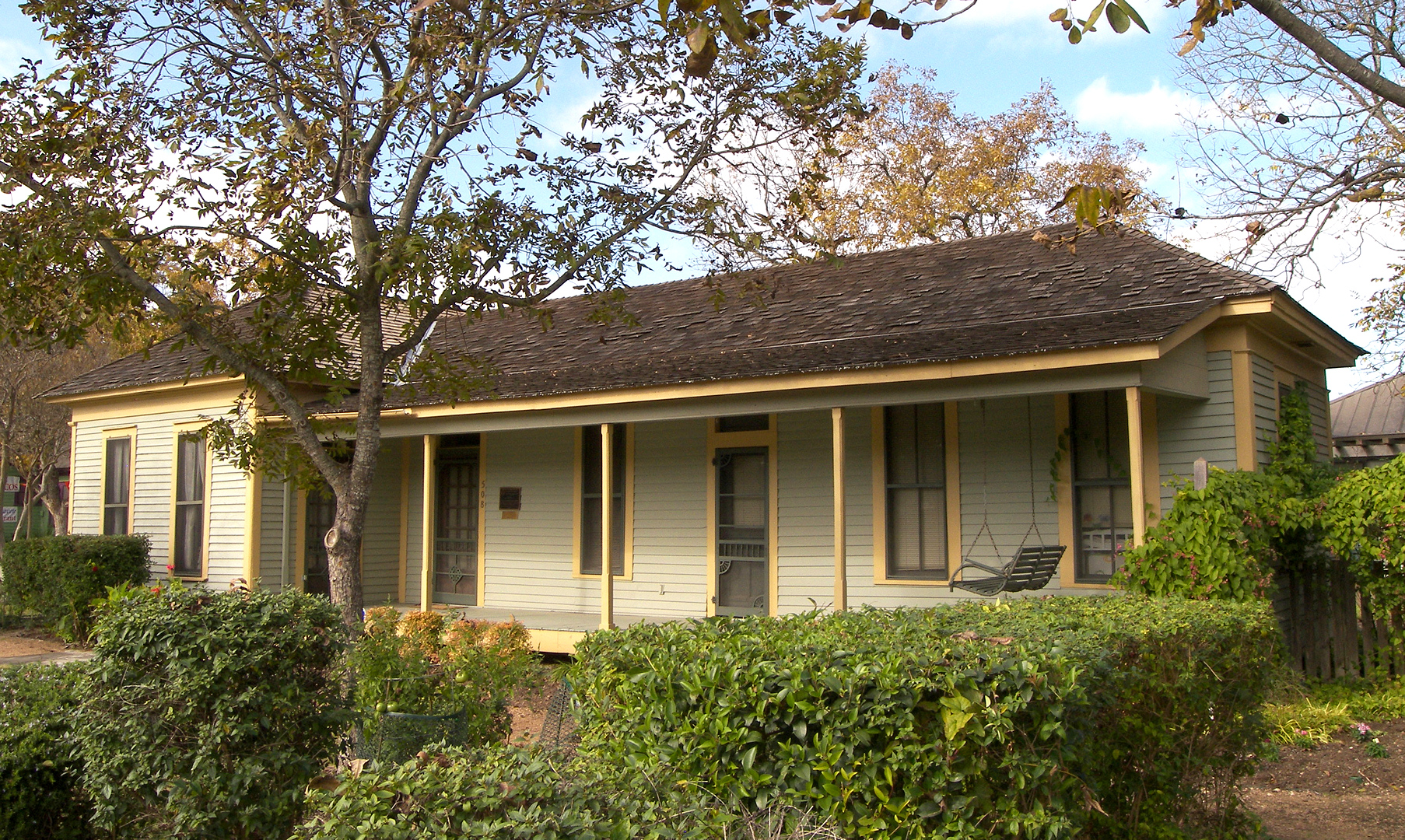
Het Katherine Anne Porter House in Kyle (Texas)

In 1892, toen Porter twee jaar oud was, stierf haar moeder twee maanden na de geboorte van haar laatste kind. Porters vader trok daarop met zijn kinderen in bij zijn moeder, Catherine Ann Porter, in Kyle. De invloed van haar oma blijkt uit Porters latere adoptie van haar voornamen. Haar oma stierf terwijl ze met de destijds elf jaar oude Porter familie in Marfa (Texas) wilde bezoeken. Na de dood van haar grootmoeder, woonde de familie in verschillende steden in Texas en Louisiana.
In 1906 trouwde Porter met John Henry Koontz, de zoon van een rijke Texaanse rancher en nam zijn godsdienst aan, het Rooms-katholicisme. Koontz mishandelde haar en in 1914 ontsnapte ze naar Chicago. Ze werkte daar kort als figurante in films. Na haar terugkeer naar Texas werkte ze in kleinere steden als actrice en zangeres. Ze scheidde van Koontz in 1915.
In datzelfde jaar werd ze gediagnosticeerd met tuberculose. De volgende twee jaar bracht ze in sanatoria door, waar ze besloot schrijfster te worden.
Als journaliste werkte zij in Chicago en Denver. In Denver overleed Porter bijna aan de Spaanse griep. Toen na maanden werd ontslagen uit het ziekenhuis was ze zwak en volledig kaal. Toen haar haren weer gingen groeien, waren ze wit en bleven dat de rest van haar leven. Haar ervaringen tijdens de behandeling vormen de achtergrond voor haar korte roman Pale Horse, Pale Rider.
In 1919 verhuisde Porter naar Greenwich Village in New York. Ze voorzag in haar levensonderhoud door onder meer als ghost writer te werken. Het jaar in New York had een politiek radicaliserend effect op haar. In 1920 ging ze werken voor een tijdschriftenuitgever in Mexico, waar ze kennismaakte met leden van de Mexicaanse linkse beweging, waaronder Diego Rivera.
Uiteindelijk raakte Porter ontgoocheld over de revolutionaire beweging en haar leiders. Tijdens deze periode werd ze intens kritisch over religie en bleef dit tot de laatste tien jaar van haar leven, toen ze het Rooms Katholicisme weer omarmde.
Tussen 1920 en 1930 reisde Porter heen en weer tussen Mexico en New York en publiceerde ze korte verhalen en essays. In 1930 verscheen haar eerste verzameling korte verhalen, Flowering Judas and Other Stories. Een uitgebreide editie van deze collectie werd gepubliceerd in 1935 en werd door critici zo positief ontvangen dat haar plaats in de Amerikaanse literatuur vrijwel verzekerd was.
In 1926 trouwde Porter met Ernest Stock en woonde kort in Connecticut. Ze scheidde van hem in 1927.
Gedurende de jaren 30 bracht Porter meerdere jaren in Europa door en bleef ze korte verhalen publiceren. In 1930 trouwde ze met Eugene Pressley, een dertien jaar jongere schrijver. In 1938, na terugkeer uit Europa, scheidde ze van Pressley en trouwde ze met Albert Russel Erskine Jr., die twintig jaar jonger was. Hij scheidde van haar in 1942 (na haar werkelijke leeftijd ontdekt te hebben, wordt beweerd).
Van 1948 tot 1958 doceerde Porter op Stanford University, de Universiteit van Michigan en de Universiteit van Texas. Ze was populair bij studenten vanwege haar onconventionele manier van college geven. In 1962 verscheen haar enige roman,Ship of Fools. De roman werd in 1965 verfilmd onder regie van Stanley Kramer met Vivien Leigh en Heinz Rühmann in de hoofdrollen. Het succes van de roman bracht haar financiële zekerheid.
In 1966 werd ze bekroond met de Pulitzerprijs én de National Book Award voor The Collected Stories of Katherine Anne Porter. In dat jaar werd ze ook benoemd tot lid van de American Academy of Arts and Letters. Porter werd drie keer genomineerd voor de Nobelprijs voor de Literatuur.
In 1977 publiceerde Porter The Never-Ending Wrong, een verslag van het proces en de executie van Nicola Sacco en Bartolomeo Vanzetti, waartegen ze vijftig jaar eerder protesteerde.
Porter overleed op negentigjarige leeftijd. Haar as werd begraven naast haar moeder op het kerkhof van Indian Creek in Texas.